# USS Lamprey (SS-372)
USS Lamprey (SS-372) là một  tàu ngầm lớp Balao được Hải quân Hoa Kỳ chế tạo trong Chiến tranh Thế giới thứ hai. Nó là chiếc tàu chiến duy nhất của Hải quân Hoa Kỳ được đặt cái tên này, theo tên loài cá mút đá. Nó đã phục vụ trong giai đoạn cuối của Thế Chiến II, thực hiện được ba chuyến tuần tra, rồi được cho ngừng hoạt động sau khi xung đột chấm dứt vào năm 1946. Con tàu được chuyển cho Argentina để tiếp tục hoạt động như là chiếc ARA Santiago del Estero (S-12) từ năm 1960 đến năm 1971, rồi cuối cùng bị tháo dỡ để làm nguồn phụ tùng. Lamprey được tặng thưởng bốn Ngôi sao Chiến trận do thành tích phục vụ trong Thế Chiến II.

## Thiết kế và chế tạo
Thiết kế của lớp Balao được cải tiến dựa trên  tàu ngầm lớp Gato dẫn trước, là một kiểu tàu ngầm hạm đội có tốc độ trên mặt nước cao, tầm hoạt động xa và vũ khí mạnh để tháp tùng hạm đội chiến trận. Khác biệt chính so với lớp Gato là ở cấu trúc lườn chịu áp lực bên trong dày hơn, và sử dụng thép có độ đàn hồi cao (HTS: High-Tensile Steel), cho phép lặn sâu hơn đến 400 ft (120 m). Con tàu dài 311 ft 9 in (95,02 m) và có trọng lượng choán nước 1.526 tấn Anh (1.550 t) khi nổi và 2.424 tấn Anh (2.463 t) khi lặn. Chúng trang bị động cơ diesel dẫn động máy phát điện để cung cấp điện năng cho bốn động cơ điện, đạt được công suất 5.400 shp (4.000 kW) khi nổi và 2.740 shp (2.040 kW) khi lặn, cho phép đạt tốc độ tối đa 20,25 hải lý trên giờ (37,50 km/h) và 8,75 hải lý trên giờ (16,21 km/h) tương ứng. Tầm xa hoạt động là 11.000 hải lý (20.000 km) khi đi trên mặt nước ở tốc độ 10 hải lý trên giờ (19 km/h) và có thể hoạt động kéo dài đến 75 ngày.
Tương tự như lớp Gato dẫn trước, lớp Balao được trang bị mười ống phóng ngư lôi 21 in (530 mm), gồm sáu ống trước mũi và bốn ống phía phía đuôi tàu, chúng mang theo tối đa 24 quả ngư lôi. Vũ khí trên boong tàu gồm một hải pháo 4 inch/50 caliber, một khẩu pháo phòng không Bofors 40 mm nòng đơn và một khẩu đội Oerlikon 20 mm nòng đôi, kèm theo hai súng máy .50 caliber. Trên tháp chỉ huy, ngoài hai kính tiềm vọng, nó còn trang bị ăn-ten radar SD phòng không và SJ dò tìm mặt biển. Tiện nghi cho thủy thủ đoàn bao gồm điều hòa không khí, thực phẩm trữ lạnh, máy lọc nước, máy giặt và giường ngủ cho hầu hết mọi người, giúp họ chịu đựng cái nóng nhiệt đới tại Thái Bình Dương cùng những chuyến tuần tra kéo dài đến hai tháng rưỡi.
Lamprey được đặt lườn tại xưởng tàu của hãng Manitowoc Shipbuilding Company ở Manitowoc, Wisconsin vào ngày 22 tháng 2, 1944. Nó được hạ thủy vào ngày 18 tháng 6, 1944, được đỡ đầu bởi bà William T. Nelson, phu nhân hạm trưởng, và được cho nhập biên chế cùng Hải quân Hoa Kỳ vào ngày 17 tháng 11, 1944 dưới quyền chỉ huy của Hạm trưởng, Trung tá Hải quân William Thackeray Nelson.

## Lịch sử hoạt động

### USSLamprey
Sau khi hoàn tất việc chạy thử máy huấn luyện tại hồ Michigan, Lamprey được đưa lên một ụ nổi tại Lockport, Illinois vào ngày 7 tháng 12, 1944, và được kéo đi New Orleans, Louisiana, đến nơi vào ngày 13 tháng 12. Nó khởi hành bốn ngày sau đó để đi sang khu vực Thái Bình Dương.

#### Chuyến tuần tra thứ nhất
Khởi hành từ Trân Châu Cảng vào ngày 17 tháng 2, 1945 cho chuyến tuần tra đầu tiên trong chiến tranh, Lamprey đi đến bờ biển ngoài khơi Luzon, Philippines, nơi nó làm nhiệm vụ tìm kiếm và giải cứu ngoài khơi Hong Kong và Đài Loan cho đến ngày 29 tháng 3. Con tàu chuyển đến khu vực eo biển Singapore vào ngày 8 tháng 4, rồi sang ngày hôm sau đã băng qua eo biển Karimata để tiến vào vùng biển Java. Tuy nhiên nó không tìm thấy mục tiêu nào có giá trị vì hạm đội tàu buôn Nhật đã bị phá hủy phần lớn, nên đã kết thúc chuyến tuần tra đi về đến căn cứ Fremantle, Australia vào ngày 22 tháng 4.

#### Chuyến tuần tra thứ hai
Dưới quyền chỉ huy của hạm trưởng mới, Thiếu tá Hải quân Lucien B. McDonald, Lamprey rời Fremantle vào ngày 21 tháng 5 cho chuyến tuần tra thứ hai, băng qua biển Java để đi đến vịnh Thái Lan. Vào ngày 28 tháng 5, nó phối hợp cùng tàu ngầm Blueback (SS-326) để tấn công một tàu hộ tống đối phương (khoảng 600 tấn) bằng hải pháo, bắn cháy và gây hư hại cho đối phương. Nó kết thúc chuyến tuần tra khi quay trở về căn cứ vịnh Subic, Philippines vào ngày 29 tháng 6.

#### Chuyến tuần tra thứ ba
Trở ra khơi vào ngày 26 tháng 7, Lamprey dành phần lớn thời gian của chuyến tuần tra thứ ba hoạt động trong vịnh Thái Lan. Nó đi đến khu vực Singapore vào ngày 8 tháng 8, nơi nó đánh chìm một tàu nhỏ bằng hải pháo, rồi ban giao khu vực tuần tra cho tàu ngầm Anh HMS Spearhead (P263) để hướng sang Borneo. Vào ngày 12 tháng 8, nó dùng hải pháo phá hủy một tàu buồm chở hàng xuất phát từ Surabaya, rồi ba ngày sau đó, đang khi tiếp cận một tàu buồm hai cột buồm, nó được lệnh ngừng bắn sau khi Nhật Bản chấp nhận đầu hàng vào ngày 15 tháng 8, giúp chấm dứt vĩnh viễn cuộc xung đột.
Khởi hành từ căn cứ vịnh Subic vào ngày 31 tháng 8, Lamprey quay trở về Hoa kỳ, về đến San Francisco, California vào ngày 22 tháng 9. Nó được cho xuất biên chế vào ngày 3 tháng 6, 1946 và được đưa về Hạm đội Dự bị Thái Bình Dương.

### ARASantiago del Estero(S-12)
Vào ngày 21 tháng 7, 1960, trong khuôn khổ Chương trình viện trợ quân sự, Lamprey được chuyển giao cho Argentina và phục vụ cùng Hải quân Argentina như là chiếc ARA Santiago del Estero (S-12). Cùng với chiếc ARA Santa Fe (S-11) (nguyên là chiếc Macabi (SS-375) cũng thuộc lớp   Balao) được chuyển giao, nó được sử dụng chủ yếu cho việc huấn luyện. Sau này tháp chỉ huy của cà hai chiếc đều được cải biến để cải thiện tính năng thủy động lực học.
Santiago del Estero được hoàn trả cho Hoa Kỳ vào ngày 1 tháng 9, 1971, rút tên khỏi danh sách Đăng bạ Hải quân Hoa Kỳ, rồi được bán đứt cho Argentina. Nó tiếp tục được sử dụng để huấn luyện cho đến năm 1974, khi bị tháo dỡ để làm nguồn phụ tùng.

## Phần thưởng
Lamprey được tặng thưởng bốn Ngôi sao Chiến trận do thành tích phục vụ trong Thế Chiến II.
|  |                                                       |  |
|  | Bronze star · Bronze star · Bronze star · Bronze star |  |

| Dãi băng Hoạt động Tác chiến  |                                                                         |                                      |
| Huân chương Chiến dịch Hoa Kỳ | Huân chương Chiến dịch Châu Á-Thái Bình Dương với 4 Ngôi sao Chiến trận | Huân chương Chiến thắng Thế Chiến II |